# Martin Kohlmaier
Martin Karl Kohlmaier (Villach, 30 maggio 1984) è un ex cestista austriaco.

## Carriera
Nella Österreichische Basketball Bundesliga ha giocato con Kapfenberg Bulls e Wörthersee Piraten. Ha giocato in Spagna, dove ha giocato con Ciudad de Huelva e CB Tarragona.
Ha fatto parte della nazionale austriaca, con cui ha disputato le qualificazioni per gli Europei del 2003, del 2005 e del 2007.